# European Geostationary Navigation Overlay Service
Het project European Geostationary Navigation Overlay Service (EGNOS) is bedoeld om de bestaande satellietnavigatienetwerken nog te verbeteren.

## Kenmerken
Het project is opgestart door ESA, de Europese gemeenschap en Eurocontrol. Dit systeem zal controleren of de navigatiesatellieten die kunnen worden ontvangen betrouwbaar zijn, extra informatie over de nauwkeurigheid van de atoomklokken aan boord van de satelliet doorgeven, de ionosferische verstoring weergeven en de eigen positie doorsturen. Dit zal ervoor zorgen dat de nauwkeurigheid van het signaal van 20 m naar 5 m gaat.
Het systeem is per 1 oktober 2009 operationeel
Het project moest in 2004 klaar zijn voor gebruik, maar dit werd verschoven naar begin 2006. Nu wordt enkel uitgezonden dat het EGNOS-netwerk onbetrouwbaar is en dat men dit niet mag gebruiken om correcties mee uit te voeren. De satellieten die zullen worden gebruikt (2 x Inmarsat-3 en 1 x ESA Artemis: twee types communicatiesatelliet) zullen in tegenstelling tot de gps/GLONASS-satellieten niet zelf hun signaal genereren maar deze zullen het signaal dat van de grondstations wordt gestuurd via een transponder terugsturen naar de aarde. Zo heeft de ontvanger binnen de 6 seconden een waarschuwing als er een defecte satelliet is. Het signaal dat wordt uitgezonden heeft dezelfde frequentie als het signaal uitgezonden door gps-satellieten maar men zal de plaatsbepaling nog eens moduleren met de eerdervernoemde extra informatie. Zo kan alles worden ontvangen met 1 ontvanger.

## Meetstations

Meetstations van EGNOS.

Het grondsegment van dit systeem bestaat uit 30 meetstations (RIMS : Ranging and integrity monitoring stations) om de fout op iedere satelliet te bepalen, 4 “Master Control Centers” (MCC) en 6 “Up-link stations”. De RIMS sturen hun gemeten informatie door naar de MCC en deze stuurt dit op zijn beurt naar de uplinkstations. Het systeem is zeer betrouwbaar ontworpen door ervoor te zorgen dat maar één MMC tegelijk werkt en één MMC in stand-by staat voor als er een fout optreedt in het andere station. Er zijn ook maar drie uplinkstations gelijktijdig in werking (één per satelliet), de andere drie staan in stand-by.

## Geleiding van vliegtuigen
Het systeem is ook goedgekeurd voor de nadering van vliegvelden. Het EGNOS wordt toegepast om de al bestaande RNAV-approaches preciezer te maken door ervoor te zorgen dat de beslissingshoogte minimum 60 meter bedraagt voor de go/no-go beslissing bij de landing en hierdoor de nadering kan worden gevlogen bij slechtere weersomstandigheden dan bij een standaard RNAV-approach. Vliegtuigen die deze nadering willen vliegen dienen in het bezit te zijn van gecertificeerde EGNOS-apparatuur. Deze naderingen zijn wat anders dan het nieuwe GPS Landing System (GLS). Bij dit systeem wordt gebruikgemaakt van een grondstation (GBAS) dat de precisie tegenover het EGNOS systeem verhoogt. Dit systeem, dat inmiddels op een honderdtal luchthavens in Frankrijk is toegelaten (Toulouse-Blagnac Airport is een voorbeeld hiervan), heeft dezelfde precisie als een Instrument landing system (ILS).
Op de EGNOS dag op Toulouse-Blagnac Airport werd het systeem gedemonstreerd met een Airbus 350 XWB, een Beluga transporter, een ATR-72 600 regional airliner en een H175 helikopter. Het systeem kan op elke luchthaven toegepast worden zonder wijzigingen in de infrastructuur. Frankrijk hoopt tegen 2017 al zijn luchthavens met het systeem uitgerust te hebben.
Het resultaat is dat het EGNOS systeem tegemoetkomt aan de extreem hoge standaarden van de Internationale Burgerluchtvaartorganisatie. Deze standaarden zijn overgenomen door Eurocontrol, de Europese Organisatie voor de veiligheid van de luchtvaart.
Niet te vergeten is dat het gebruik van EGNOS gratis is, zodat de landingsrechten op de luchthavens die het systeem gebruiken gedrukt kunnen worden.

## RIMS

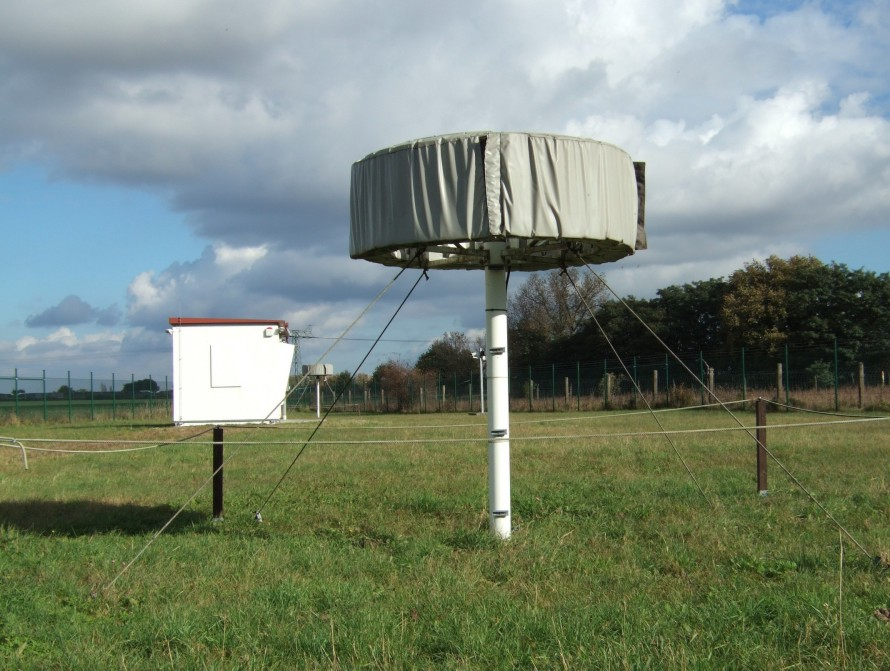
EGNOS RIMS BRN

Het EGNOS grondsegment wordt ontwikkeld door een Europees industrieel consortium dat geleid wordt door Alcatel Space Industries onder een contract met ESA.
RIMS is de afkorting van Ranging and Integrity Monitoring Stations, vrij vertaald: stations voor de bewaking van positie en functionaliteit. Samen met de Centrale Verwerkingsfaciliteit bepalen zij de nauwkeurigheid van het systeem. Met integriteit wordt bedoeld dat de kwaliteit van de signalen bewaakt wordt.
Initieel bestaat EGNOS uit 40 stations verdeeld over Europa en de omringende continenten. Deze zijn beveiligd en bevinden zich doorgaans op vliegvelden en ruimtecommunicatiecentra. De positie van de antennes tegenover het WGS 84-net is tot op enkele centimeters bekend. De plaats van de antennes is zorgvuldig uitgekozen in verband met interferenties en reflecties. Om dezelfde redenen moeten de antennes minstens 60 meter van elkaar staan en liefst 120 meter.
Elk station kan twee of drie onafhankelijke kanalen hebben. Deze worden aangeduid met "A/B" of "A/B/C" al naargelang kanaal C aanwezig is of niet. Kanalen A en B zijn bewust door twee verschillende fabrikanten ontworpen om systematische fouten te vermijden. Elk kanaal bedient zijn eigen meetapparatuur en heeft zijn eigen zender en ontvanger. Kanaal C is volledig onafhankelijk van A en B en wordt gebruikt voor bewaking van de satellieten (Satellite Failure Detection of SFD). Deze functie wordt opgelegd door de Internationale Burgerluchtvaartorganisatie in verband met precisielandingen.
Op een bepaald EGNOS RIMS-station wordt wel dezelfde atoomklok gebruikt voor de drie kanalen. Hiertoe is een 34ste RIMS-station geplaatst in het Observatoire de Paris voor de tijdssturing van het EGNOS-systeem.